# 公害健康被害の補償等に関する法律
公害健康被害の補償等に関する法律（こうがいけんこうひがいのほしょうとうにかんするほうりつ、昭和48年10月5日法律第111号）は、公害健康被害の補償に関する日本の法律である。略称は「公健法」。
公害健康被害において、障害保障費、児童補償手当、療養手当、葬祭手当の補償等をすることを企業や国、地方自治体が行うことを定める。主務官庁は環境省である。

## 構成
- 第1章 - 総則（1 - 2条）
- 第2章 - 補償給付 
  - 第1節 - 通則（3 - 18条）
  - 第2節 - 療養の給付及び療養費（19 - 24条）
  - 第3節 - 障害補償費（25 - 28条）
  - 第4節 - 遺族補償費及び遺族補償一時金（29 - 38条）
  - 第5節 - 児童補償手当、療養手当及び葬祭料（39 - 41条）
  - 第6節 - 補償給付の制限等（42 - 43条）
  - 第7節 - 公害健康被害認定審査会（44 - 45条）
- 第3章 - 公害保健福祉事業（46条）
- 第4章 - 費用 
  - 第1節 - 費用の支弁及び財源（47 - 51条）
  - 第2節 - 汚染負荷量賦課金（52 - 61条）
  - 第3節 - 特定賦課金（62 - 67条）
  - 第4節 - 補則（67条の2）
- 第5章 - 公害健康被害予防事業（68 - 105条）
- 第6章 - 不服申立て 
  - 第1節 - 認定又は補償給付の支給に関する処分に対する不服申立て（106 - 108条）
  - 第2節 - 賦課徴収に関する処分等に対する審査請求（109 - 110条）
  - 第3節 - 公害健康被害補償不服審査会
    - 第1款 - 設置及び組織（111 - 125条）
    - 第2款 - 審査請求の手続（126 - 135条）
- 第7章 - 雑則（136 - 144条）
- 第8章 - 罰則（145 - 150条）
- 附則

## 自治体による条例
- 川崎市と東京都では、独自に医療費の条件つき助成制度がある。
- 東京都成人ぜん息救済条例の施行（大気汚染医療費助成制度）